# 文复苗族土家族乡
文复苗族土家族乡是中华人民共和国重庆市武隆区下辖的一个民族乡。

## 行政区划
文复苗族土家族乡下辖以下村级行政区划单位：
兴隆村、楠木村、西山村、高隆村、铜锣村和漆树村。